# Ларвік
Ларвік (норв. Larvik міська східнонорвежська: [ˈlɑ̂rviːk] ⓘ) — місто в Норвегії, у фюльке Вестфолл. Розташоване на відстані 105 км на південний захід від столиці Осло. Муніципалітет займає площу 530 км² і налічує 42 211 мешканців (з них 23 100 проживають у місті).

## Історія
Місто Ларвік було засноване як муніципалітет досить недавно — 1 січня 1838 року. Дещо пізніше, 1 січня 1988 року до Ларвіка були приєднані м. Ставерн (з населенням 5 000) та сільські місцевості Брюнланес (Brunlanes), Гедрум та Тьєллінґ (Tjølling). Муніципальний район Ларвіка теж включає сільські місцевості Невлюнґгавн (місцево відомий як Леґен), Гельґероа, Квельде та Варнес.

## Економіка
Економіка міста покладається значною мірою на сільське господарство, торгівлю, послуги, легку промисловість та транспорт. Ларвік має щоденне поромне сполучення з м. Гіртсгальс у Данії.

## Визначні місця та особи
Визначні географічні місця включають озеро Фарріс та річку Нумедальсльоґен (місцево знана як Льоґен) яка закінчується на схід від Ларвіка. Ларвік теж відомий своїми мінеральними джерелами — Фарріскільдене, мінеральні води яких розповсюджуються і продаються в пляшках під брендом Фарріс. Серед історичних пам'яток, у місцевості Кеупанґ (Kaupang) у муніципальному сільському районі Тьєллінґ є руїни середньовічного торгового центру Скірінґссаль. Ларвік теж славиться як найпівнічніше місце поширення букових дерев (лат. Fagus sylvatica) — ліс Бекескуґен (Bøkeskogen, норв. буковий ліс).
У Ларвіку народився відомий мандрівник та мореплавець Тур Геєрдал.

## Галерея

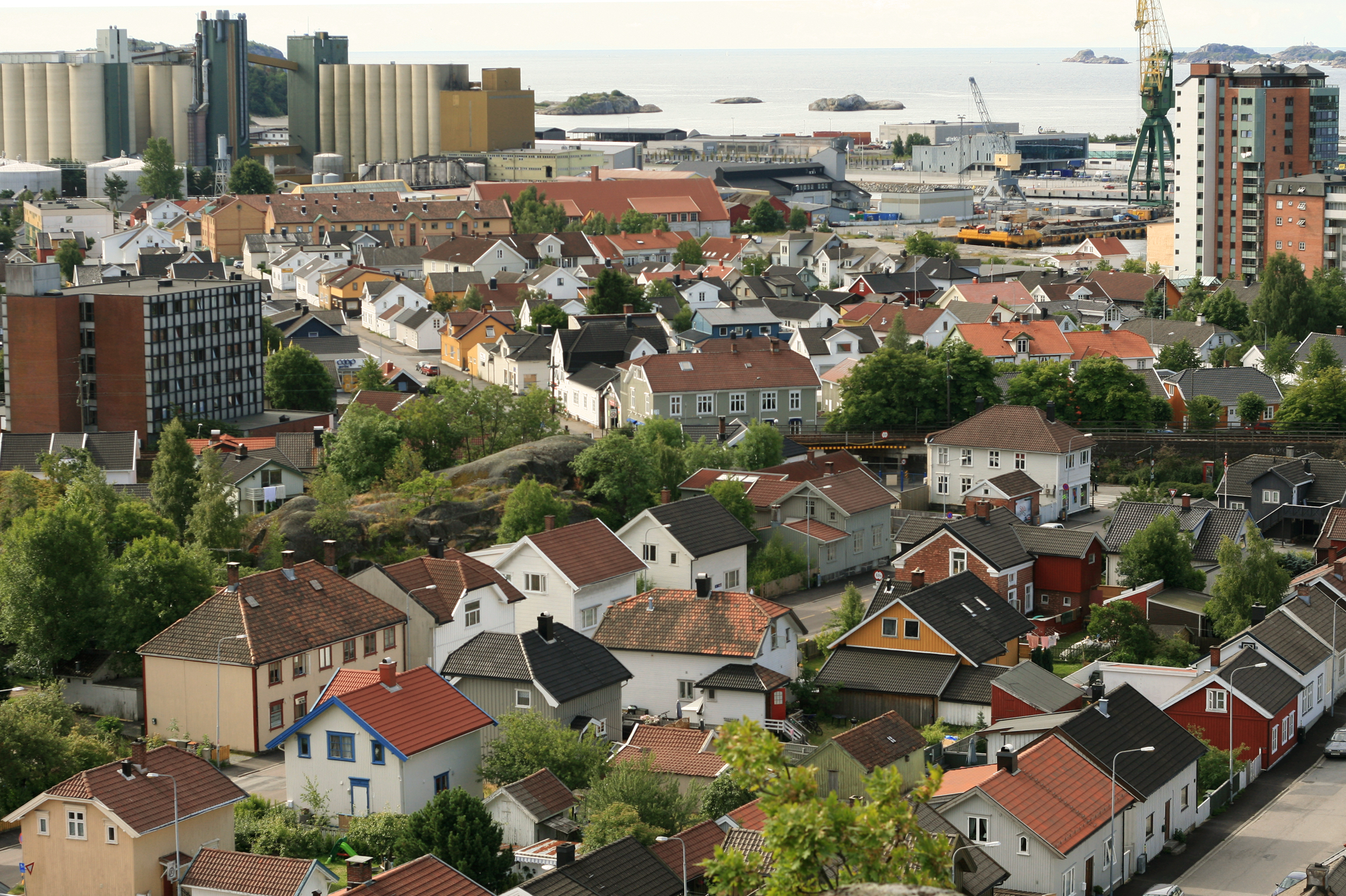
Вигляд на берег, Турстранн (Torstrand), м. Ларвік
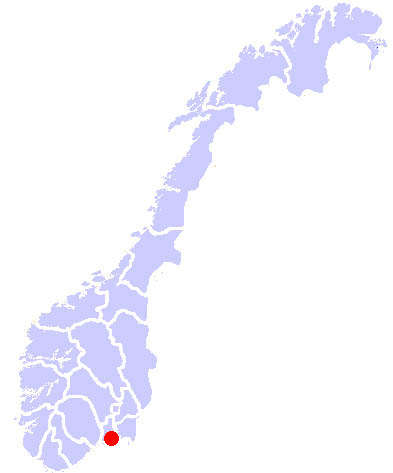
Розташування Ларвіка на мапі Норвегії